# Filippo Fiorentini
Filippo Fiorentini (Imola, 1876 – Roma, 18 novembre 1944) è stato un ingegnere e imprenditore italiano, fondatore della Ing.F.Fiorentini S.p.A.. Nel 1937 portò a termine la costruzione del primo escavatore italiano.

## Biografia
Nacque a Imola, città di origine della madre Maria Galotti, figlia di ricchi industriali imolesi.
Nel 1881 il padre Giuseppe, bellunese, funzionario del Ministero dell'Interno, si trasferisce con la famiglia a Roma, dove nel 1900 Fiorentini si laurea in Ingegneria civile ed elettronica.

### L'esordio
Pur avendo la possibilità di accedere facilmente all'amministrazione statale, decise di dedicarsi alla libera professione e nel 1901 aprì un "ufficio di ingegneria" nell'appartamento paterno a Roma.
Perseguendo l'obbiettivo di meccanizzare i cantieri italiani e recuperare il grande divario con i paesi più industrializzati di quel tempo, importò dalla Germania una escavatrice, al fine di dimostrare agli scettici imprenditori edili del tempo, i benefici che si potevano trarre dall'utilizzo di questi macchinari.

### Il matrimonio e la parentesi della guerra
Nel 1915 sposò Paola Blasetti da cui ebbe un figlio Giuseppe e una figlia Annamaria. Nel 1916 partì volontario per il fronte come tenente del genio. Dopo un periodo passato al fronte, venne scelto per organizzare a Roma il Comitato di Mobilitazione Industriale, di cui divenne segretario generale con il grado di maggiore. Nel 1919 raggiunse il grado di colonnello di complemento.

### Dopo la guerra
Finita la guerra, insieme ad alcuni colleghi riprese a dedicarsi alla meccanizzazione dei cantieri.
L'attività iniziale consistette nell'importazione e distribuzione, per i macchinari più grandi e complessi, e della progettazione di congegni più semplici, anche se innovativi per l'epoca, come verricelli elettrici e betoniera, che rapidamente cominciarono a diffondersi nei cantieri del paese.
Con l'aumentare delle richieste l'Ing. Fiorentini ampliò la sua attività, costituendo nel 1919 la Ing. F. Fiorentini & C. con una ventina di professionisti, per lo più ingegneri e disegnatori e qualche tecnico, sede centrale a Roma e un magazzino e un'officina in periferia.
La società iniziò a produrre da sola i macchinari, fino a fabbricare anche frantoi spaccapietre e gru a ponte nei propri stabilimenti, allargandosi fino ad impiegare, nel 1937, 300 operai e due stabilimenti: il primo a Roma in via Tiburtina, che andò completamente distrutto. Il Sindaco Darida gli intitolò la via, Via Filippo Fiorentini, traversa di Via Tiburtina, ove il figlio Giuseppe dopo la guerra ricostruì un nuovo ed enorme  stabilimento, e il secondo a Fabriano.

### Il primo escavatore italiano
Nel 1935 con la guerra d'Etiopia le sanzioni della Società delle Nazioni nei confronti dell'Italia resero più difficoltose le importazioni di macchinari e componenti dall'America e dall'Inghilterra.
Per risolvere la soluzione Fiorentini, ormai sessantenne, insieme ad una piccola squadra di abili ingegneri, decise di progettare e costruire il primo escavatore interamente di fabbricazione Italiana. Nel giro di un anno, non senza grandi sforzi, venne costruito il primo prototipo e nel 1937 vedeva la luce l'escavatore FB50.
Nel 1938 Fiorentini venne nominato consulente dell'Istituto Nazionale per le Sperimentazioni dell'Edilizia, organo del CNR (Consiglio Nazionale delle Ricerche).

### La tragedia del bombardamento
Il 3 marzo 1944 a pochi mesi dalla fine della guerra lo stabilimento romano, che non era stato convertito all'industria bellica, fu ugualmente vittima di un bombardamento alleato nel quale persero la vita 120 dei 180 operai che si trovavano al lavoro quel giorno, oltre a questo l'azienda subì ingenti danni, ai quali lo stesso Fiorentini si sforzò di porre rimedio.
Il 18 novembre dello stesso anno, fortemente provato e incapace di riprendersi dal dolore per la tragedia, moriva a Roma, lasciando al figlio ventinovenne Giuseppe le redini dell'azienda.